# Aromobatidae
Aromobatidae — родина земноводних підряду Neobatrachia ряду Безхвості. Має 3 підродини, 5 родів, 104 види.

## Опис
За своїми розмірами та будовою схожі на представників родини Дереволази. Тривалий час входили до останньої. У 2006 році визначено як самостійну родину. Відрізняються від дереволазів відсутністю отруйних залоз. Також Aromobatidae розрізняють на основі фенотипічних і молекулярно-генетичних характеристик. Забарвлення цих земноводних менш яскраве ніж у дереволазів.

## Спосіб життя
Полюбляють тропічні ліси, гірські місцини. Зустрічаються на висоті до 2000 м над рівнем моря. Ведуть наземний спосіб життя. Низка видів повсякчас перебувають на деревах. Живляться безхребетними.
Це яйцекладні амфібії.

## Розповсюдження
Поширені від півдня Нікарагуа до Бразилії та Болівії. Також присутні на островах Мартиніка, Тринідад, Тобаго.

## Підродини та роди
- Підродина Allobatinae
  - Рід Allobates
- Підродина Anomaloglossinae
  - Рід Anomaloglossus
  - Рід Rheobates
- Підродина Aromobatinae
  - Рід Aromobates
  - Рід Mannophryne